# Kotatsu

Représentation d'un kotatsu électrique et au charbon.

Un kotatsu (炬燵) est un support de bois de faible hauteur recouvert d’un futon ou d'une couverture épaisse, sur lequel repose un dessus de table. Le dessous d’un kotatsu est chauffé. C’était le mode de chauffage le plus courant au Japon, avant le développement des climatiseurs réversibles.
C'est le véritable centre de discussion des maisons japonaises et souvent le seul endroit chauffé du washitsu (plus rarement à notre époque). On s'assoit autour du kotatsu sur des zabuton posés sur les tatamis.

## Types
Il existe des kotatsu électriques, les plus répandus, ou au charbon de bois, rares de nos jours.
Le plus classique est l’oki-gotatsu (« kotatsu posé ») où la table basse est posée à même le sol, et sous laquelle il faut s’asseoir les jambes repliées ou allongées. Le hori-gotatsu (« kotatsu creusé ») dispose d’un espace libre sous la table qui permet de s’asseoir comme sur une chaise.
Enfin, est apparu récemment un kotatsu sous la forme d'une table haute avec des chaises, appelé dining kotatsu.

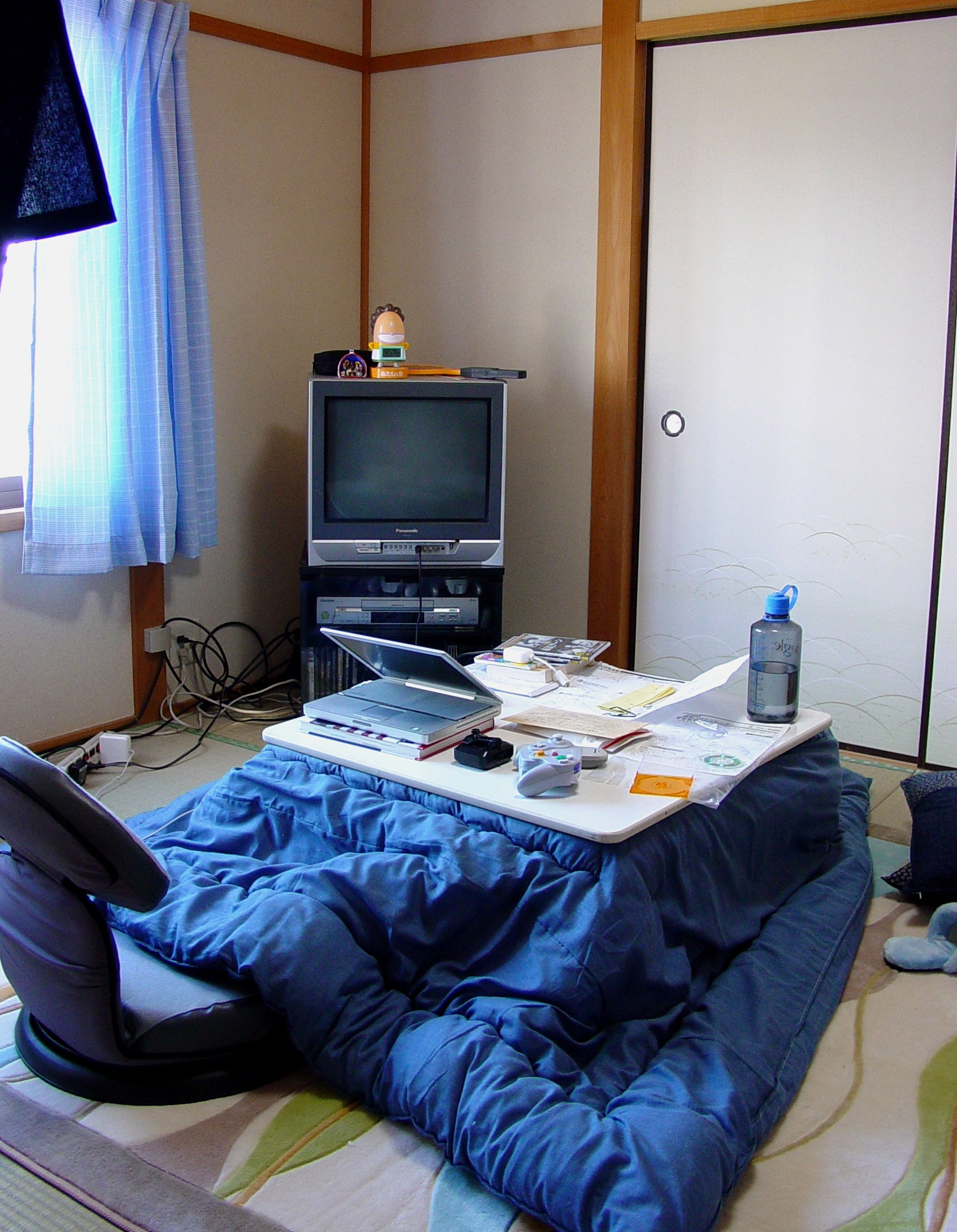
Kotatsu moderne.
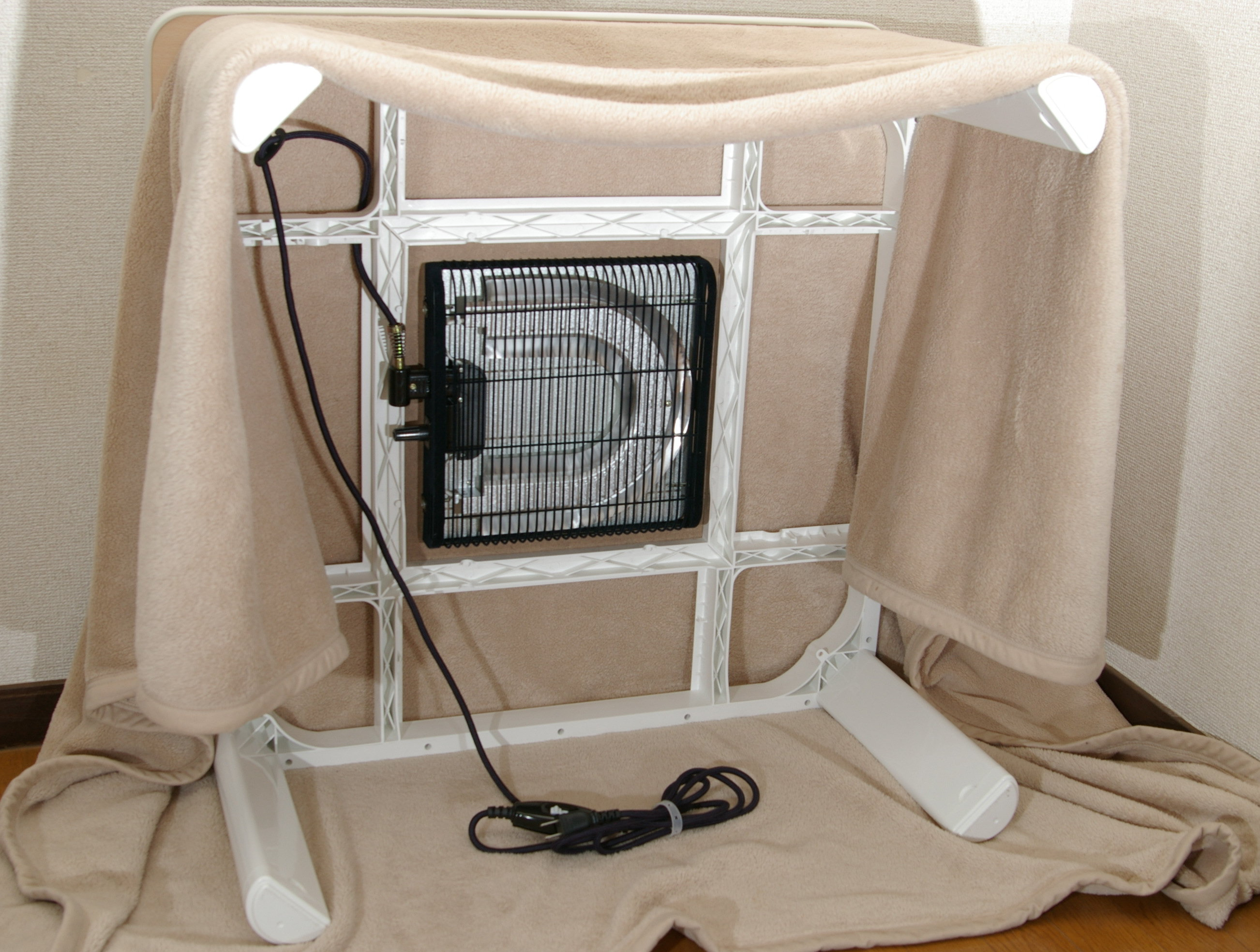
Vue de dessous d'un kotatsu électrique.
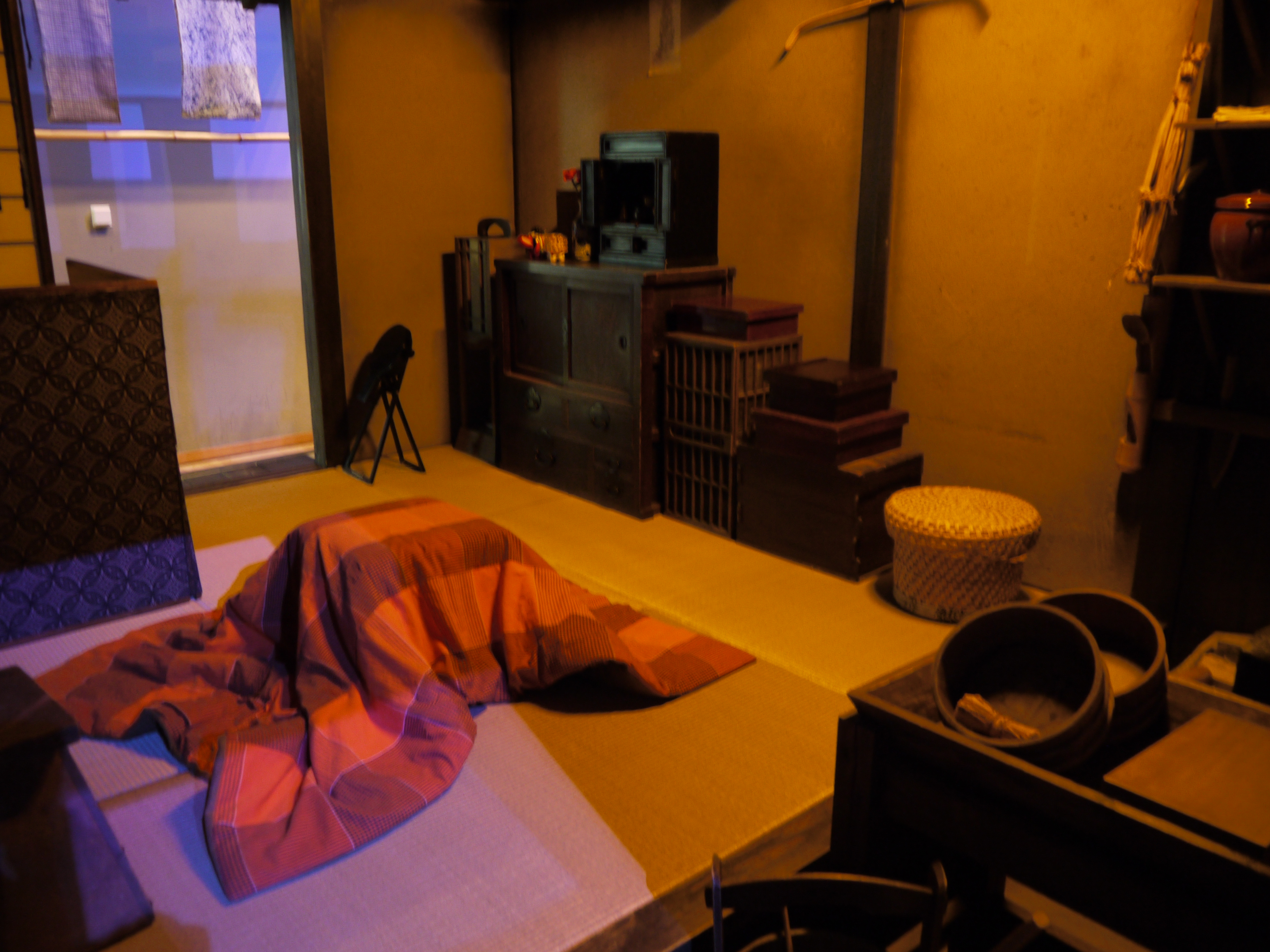
Kotatsu de l'époque Edo.
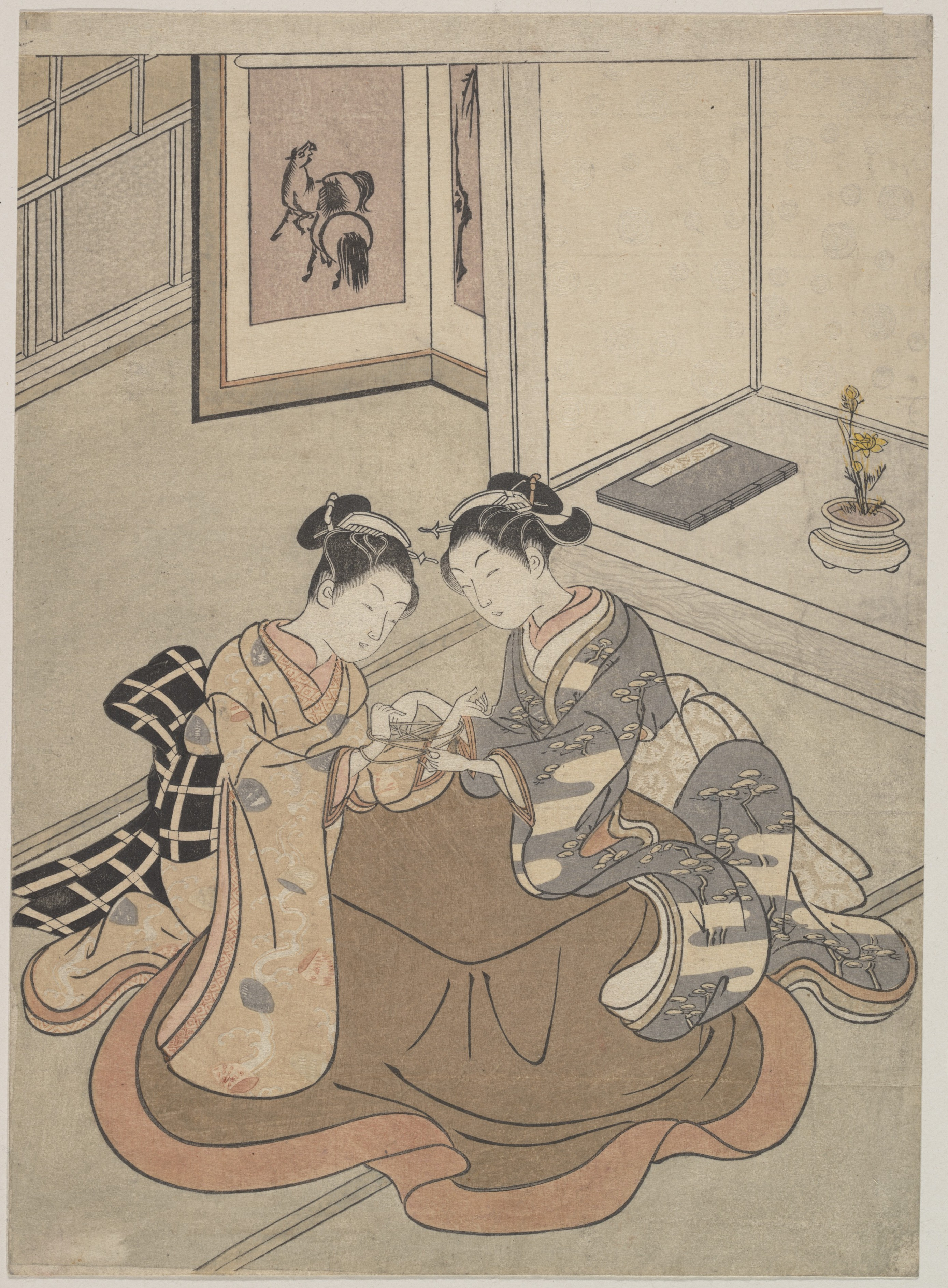
« Deux jeunes femmes assises sur un kotatsu jouant au berceau du chat », Suzuki Harunobu, vers 1765.